# جيم ويلكس
جيم ويلكس (بالإنجليزية: Jim Wilkes)‏ هو محامي أمريكي، ولد في 6 نوفمبر 1950 في تامبا في الولايات المتحدة.